# Монтевідео (департамент)

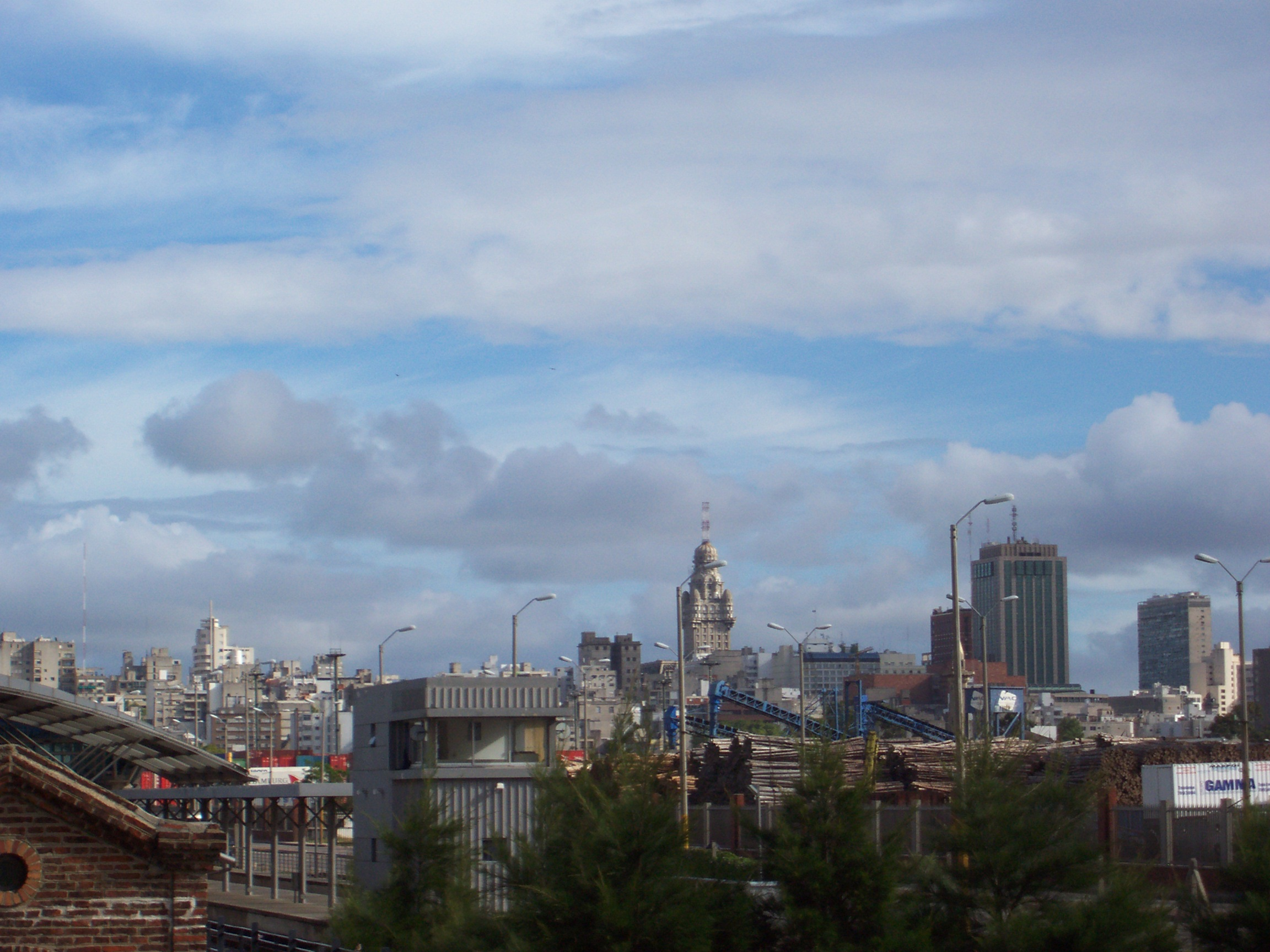
Центр міста і порт з першого поверху Вежі Телекомунікацій, Монтевідео, Уругвай.

Монтевіде́о — департамент Уругваю. Адміністративний центр департаменту — однойменне місто, столиця цієї країни. Департамент розташований на півдні країни, на березі Ріо-де-ла-Плата. Межує з департаментами Сан-Хосе і Канелонес.
Департамент займає площу 530 км² (з яких 60 % — сільська місцевість, а решта 40 % — урбанізована або потенційно урбанізована місцевість). Найвища точка департаменту — Серро-де-Монтевідео з висотою 132 м. Із приблизно 40-відсотковою часткою населення, департамент Монтевідео найменший за площею і найбільший за густотою населення в Уругваї.

## Влада й адміністрація
Департаментом керує Муніципальна Інтенданція Монтевідео (має резиденцію у Палаці Гомеса в Монтевідео). Після розпочатого у 1990 році процесу адміністративної децентралізації Монтевідео поділяють на 18 зон (або районів), у кожній з є Комунальний Зональний Центр, Місцева Хунта, Рада Спільноти.
| Уругвай | Це незавершена стаття з географії Уругваю. Ви можете допомогти проєкту, виправивши або дописавши її. |